# لاپوش (واشینگتن)
لاپوش (به انگلیسی: La Push) یک منطقهٔ مسکونی در ایالات متحده آمریکا است که در شهرستان کلالام، واشینگتن واقع شده‌است. لاپوش ۳۷۱ نفر جمعیت دارد.